# Lingua olandese antica
L'olandese antico, noto anche come basso francone antico, è il termine linguistico che distingue la varietà di francone occidentale parlato nell'area degli attuali Paesi Bassi, Belgio settentrionale e nella regione del basso Reno dal 900 circa al 1200, dopodiché si inizia a parlare di medio olandese.
L'antico olandese è considerato il primo stadio di sviluppo del moderno olandese.